# Hosrayel
 (août 2024).
Si vous disposez d'ouvrages ou d'articles de référence ou si vous connaissez des sites web de qualité traitant du thème abordé ici, merci de compléter l'article en donnant les références utiles à sa vérifiabilité et en les liant à la section « Notes et références ».
Hosrayel est une commune du Mont-Liban 9 km au nord de Jbeil (Byblos). Sa superficie est de 2 km2. Elle est majoritairement peuplée de maronites. Sa population est de près de 2 000 habitants.
Hosrayel est connue pour être un fief historique et un symbole du parti communiste libanais. Mais pendant les municipales de 2004 la liste communiste fut par surprise battue par l'alliance de droite nationale (forces libanaise et phalanges) à 29 % pour les communistes et 71 % pour la droite. Le courant communiste municipal, en dépit du bon score national a connu une défaite symbolique : Hosrayel, communiste depuis 1926 avait basculé à droite. Les élections municipales de 2010 voient la liste communiste écraser celle de droite dont les membres sont tous éliminés du conseil municipal, à l'exception du maire sortant. 75 % des votants se sont exprimés en faveur de cette liste.

## Politique
Hosrayel est le village natal d'un nombre d'intellectuels et le lieu de résidence de quelques artistes reconnus sur la scène locale.
Ce village traditionnellement de gauche est un des seuls de la zone Est, sous domination chrétienne, à avoir résisté aux Forces Libanaises durant la guerre de 1975-1990.
Au centre du village, en face du palais Ottoman se trouve une statue de Farajallah El Helou un des pères de l'indépendance du Liban, troisième député du Mont-Liban et fondateur du parti des ouvriers qui sera rebaptisé Parti communiste libanais.

## Culture
On trouve à Hosrayel une des plus anciennes églises libanaises. Elle date du XVe siècle. En état magnifique, elle été restaurée en 1825 après les tremblements de terre qui ont ravagé littoral libanais. La tradition maronite est très enracinée dans l'histoire du village.
Un projet de bibliothèque publique a été proposé par un nombre d'intellectuels libanais en hommage à Farajallah El Helou. Ce projet est étudié est a été supporté par un grand nombre de penseurs progressistes arabes.